# Ценґлевич Каспер

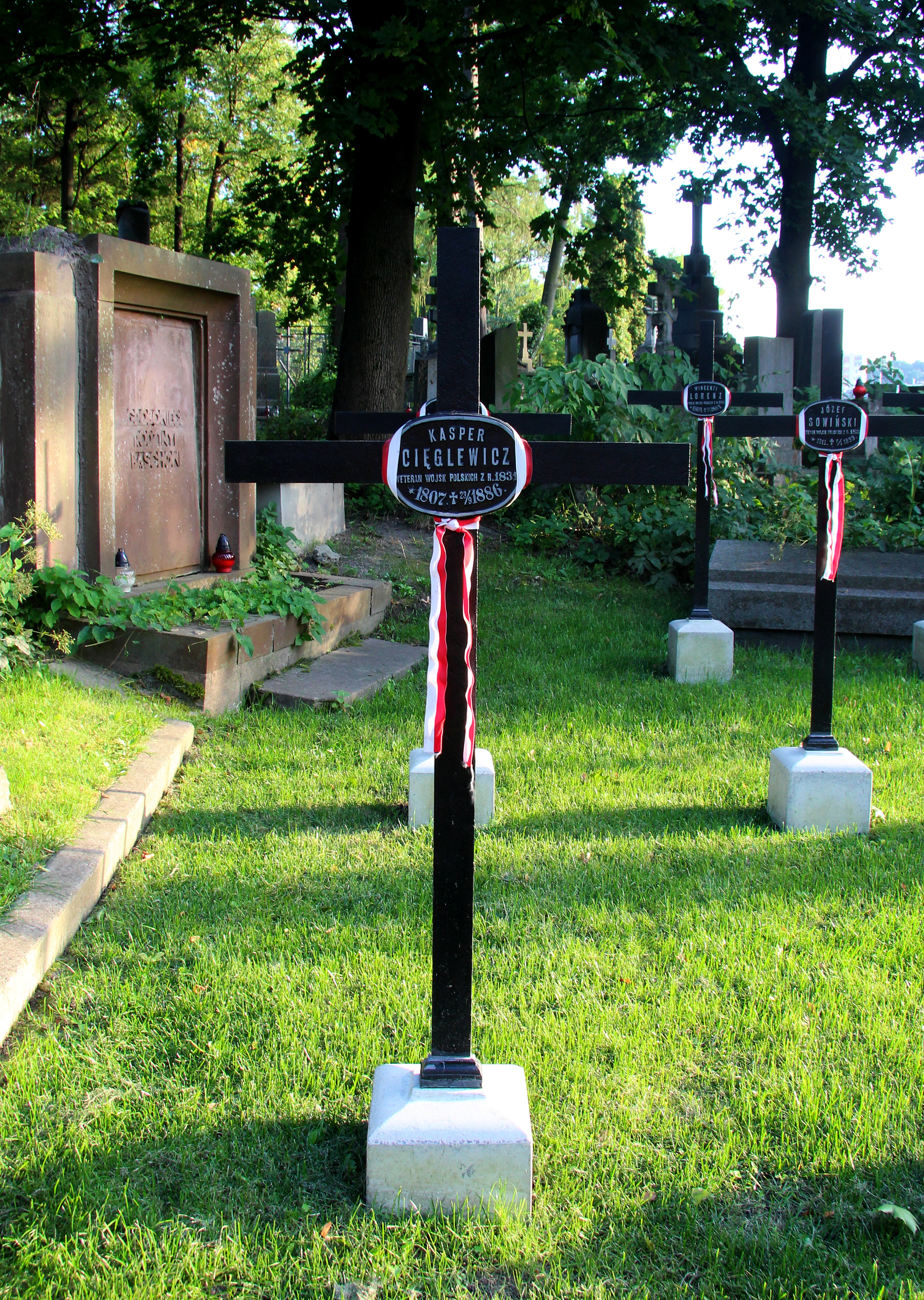
Поховання Каспера Ценґлевича на Личаківському кладовищі

Кáспер Ценґлéвич (пол. Cięglewicz Kasper; 1807 — 23 вересня 1886, Львів) — польський громадський і політичний діяч, автор україномовних агітаційних матеріалів.

## Біографія
Поляк українського походження (за деякими даними, народився у Городенці). Діяч таємного польського товариства.
1831 — під час листопадового повстання дістався Варшави і вступив до польської армії. Після поразки повстання повернувся до Галичини.
Автор агітаційних віршів українською мовою, призначених для селянської авдиторії, з закликами проти панщини та австрійської влади, за відновлення незалежної Польщі (кінець 1830-х pp.).
Написав призначену для підпільників агітаційну бесіду «Інструкція для вчителів руського народу». У ній містились заклики до об'єднання зусиль для спільної боротьби за свободу і відновлення державної незалежності Польщі, до якої зараховувались і українські та литовські землі.
За свою діяльність 1838 року був заарештований австрійською владою, перебував до 1848 в ув'язненні.
Під час Весни народів в 1848 р. був одним з організаторів «Руського Собору». Як представник останнього брав участь в польсько-руській комісії під час Слов'янського з'їзду в Празі, де виступив з запереченням існування окремого руського народу та руської мови.
Похований на полі № 71 Личаківського цвинтаря (ділянка «Залізної сотні» — місце колективного поховання учасників листопадового повстання).